# Topolino in Abissinia
Topolino in Abissinia è un brano scritto da Michele Galdieri e musicata da Giovanni D'Anzi interpretata da Crivel nel 1936 e pubblicata dalla Columbia. La canzone divenne molto popolare in Italia nella seconda metà degli anni '30.

## Argomento
La propaganda fascista coinvolse anche i personaggi dei fumetti. La canzone è una sorta di racconto diviso in due parti in cui si descrive la visita in Abissinia del famoso personaggio Topolino, arruolatosi come soldato volontario per uccidere il Negus e gli abissini con l'ausilio di "una spada, un fucile, una mitragliatrice (...) e mezzo litro di gas asfissiante".